# Liste des croiseurs japonais
Ceci est la liste des croiseurs de la marine impériale japonaise

## Croiseurs

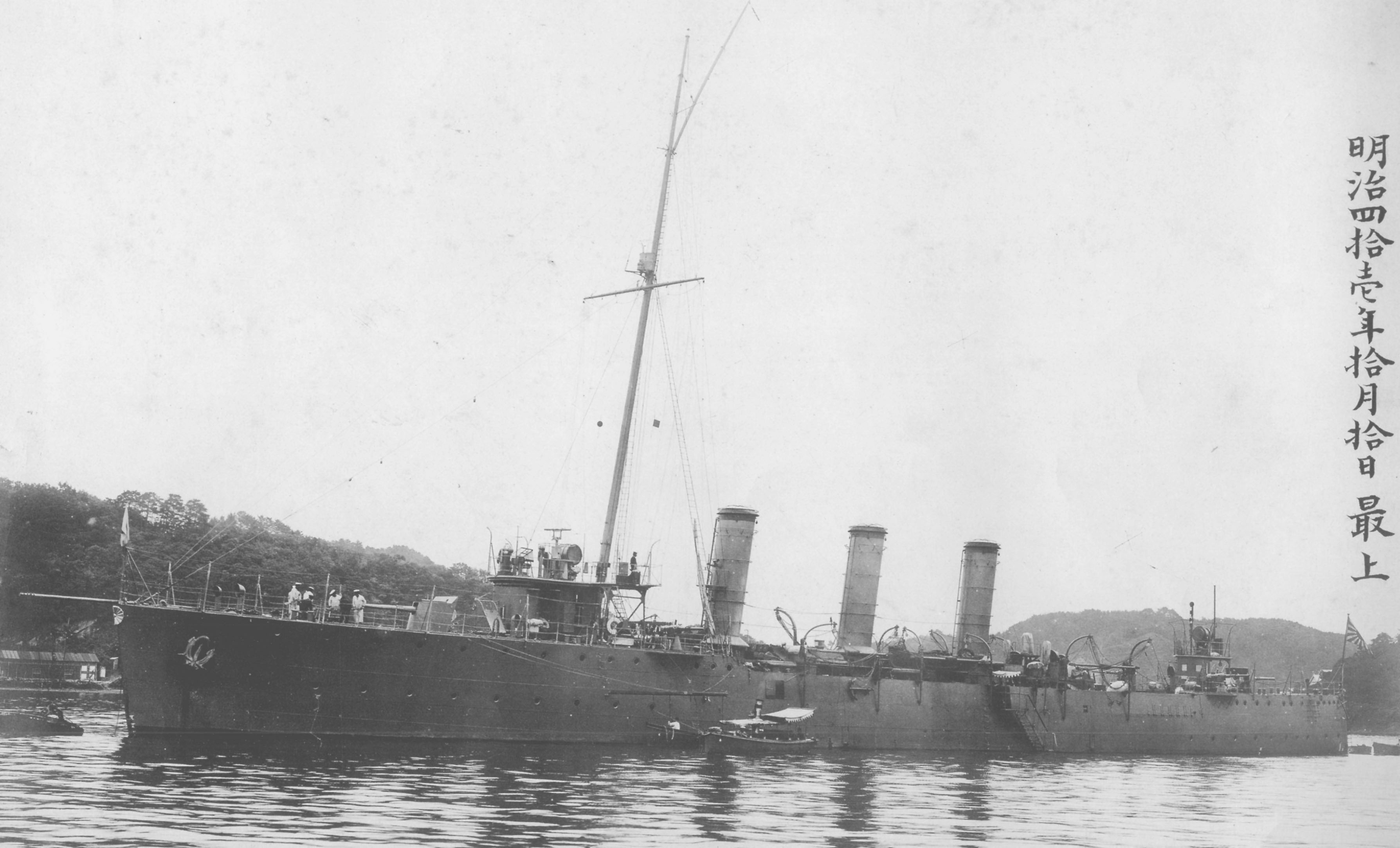
Croiseur Mogami (1909).

Prise de la première guerre sino-japonaise:
- Saien (1883, ex-chinois)

Prise de la guerre russo-japonaise :
- Aso (1900, ex-russe Bayan, capturé en 1905)
- Tsugaru (1899, ex-russe Pallada, capturé en 1905)
- Soya (1899, ex-russe Varyag, capturé en 1904)
- Suzuya (1900, ex-russe Novik, capturé en 1904)

## Croiseurs protégés

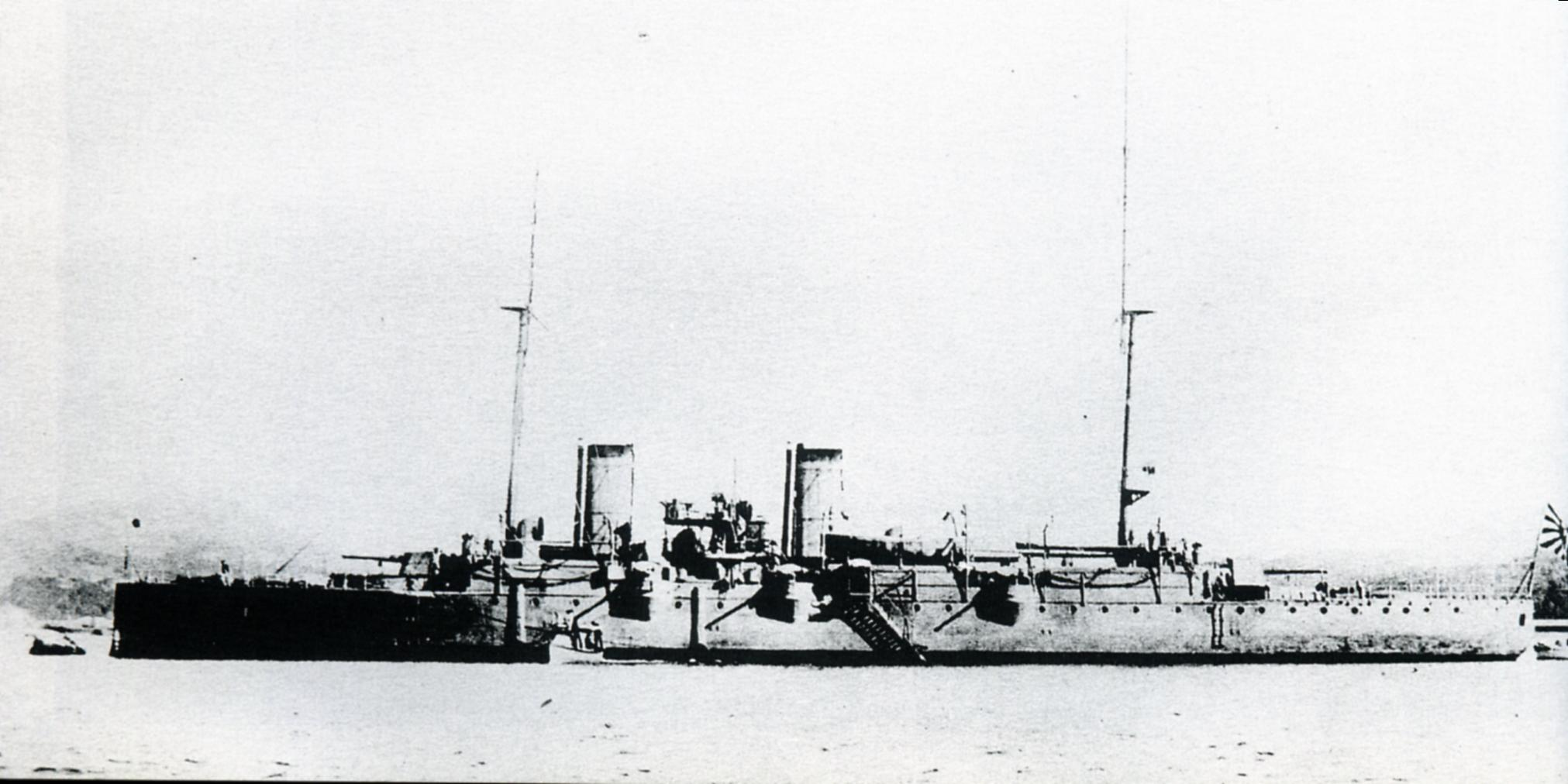
Croiseur Izumi (1909).

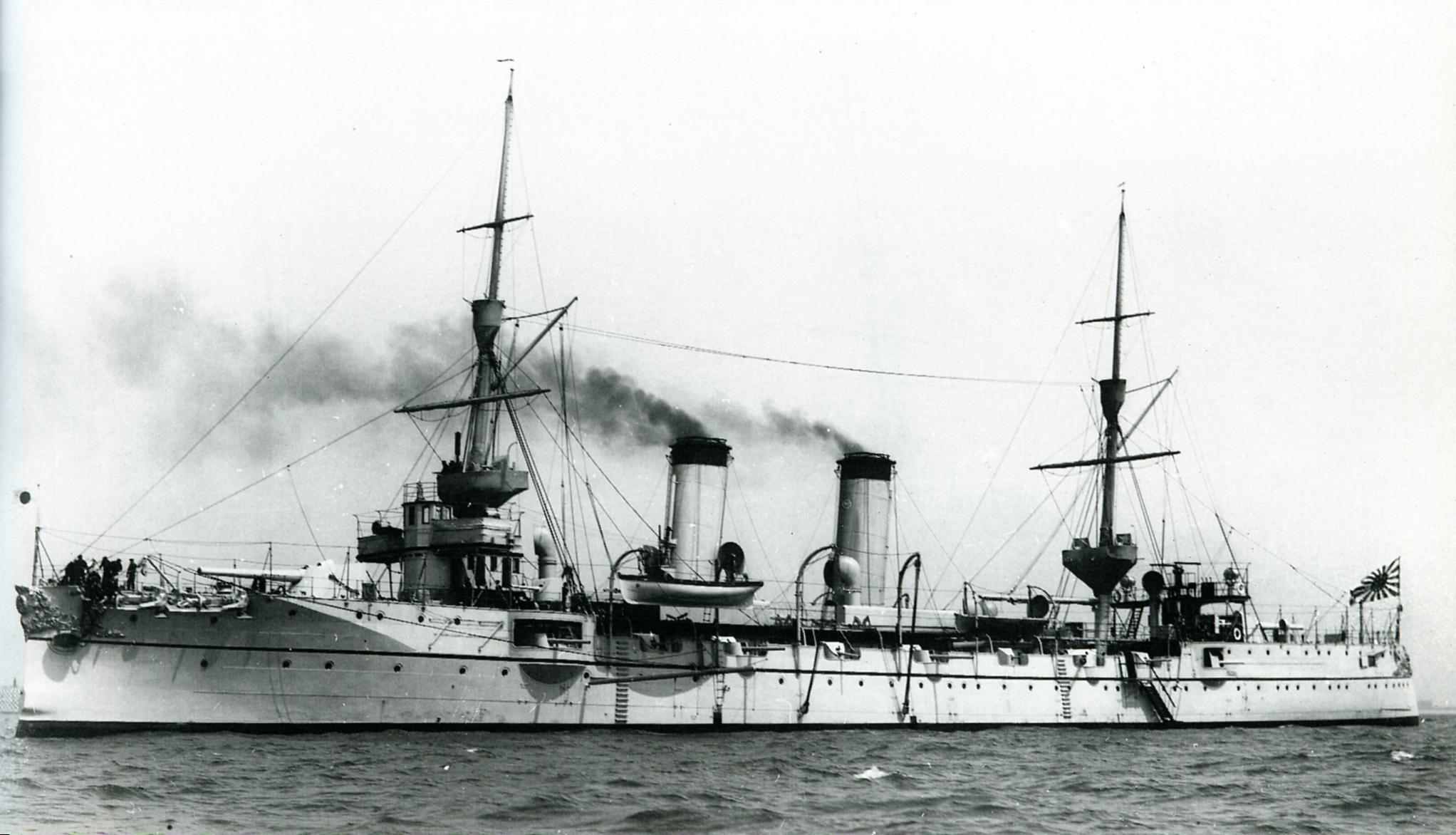
Croiseur Takasago à Portsmouth(1898).

- Izumi (1883)
- classe Naniwa :
  - Naniwa (1885)
  - Takachiho (1885)
- Unebi (1886)
- classe Matsushima :
  - Itsukushima (1889)
  - Matsushima (1890)
  - Hashidate (1892)
- Akitsushima (1892)
- Yoshino (1892)
- classe Suma :
  - Suma (1895)
  - Akashi

- Takasago (1897)
- classe Chitose :
  - Kasagi (1898)
  - Chitose (1898)
- classe Tsushima :
  - Niikata (1902)
  - Tsushima (1902)
- Otowa (1903)
- Tone (1910)
- Classe Chikuma :
  - Chikuma (1911)
  - Hirado (1911)
  - Yahagi (1911)

## Croiseurs cuirassés
- Chiyoda (1890)

- classe Asama :
  - Asama (1898)
  - Tokiwa (1898)
- Yakumo (1899)
- Azuma (1899)
- classe Izumo :
  - Izumo (1899)
  - Iwate (1900)

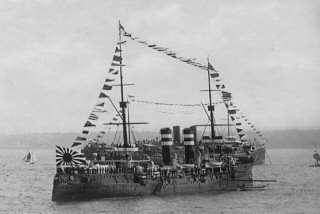
Croiseur Asama.

- classe Kasuga : (classe Giuseppe Garibaldi italienne modifiée)
  - Kasuga (1902)
  - Nisshin (1903)

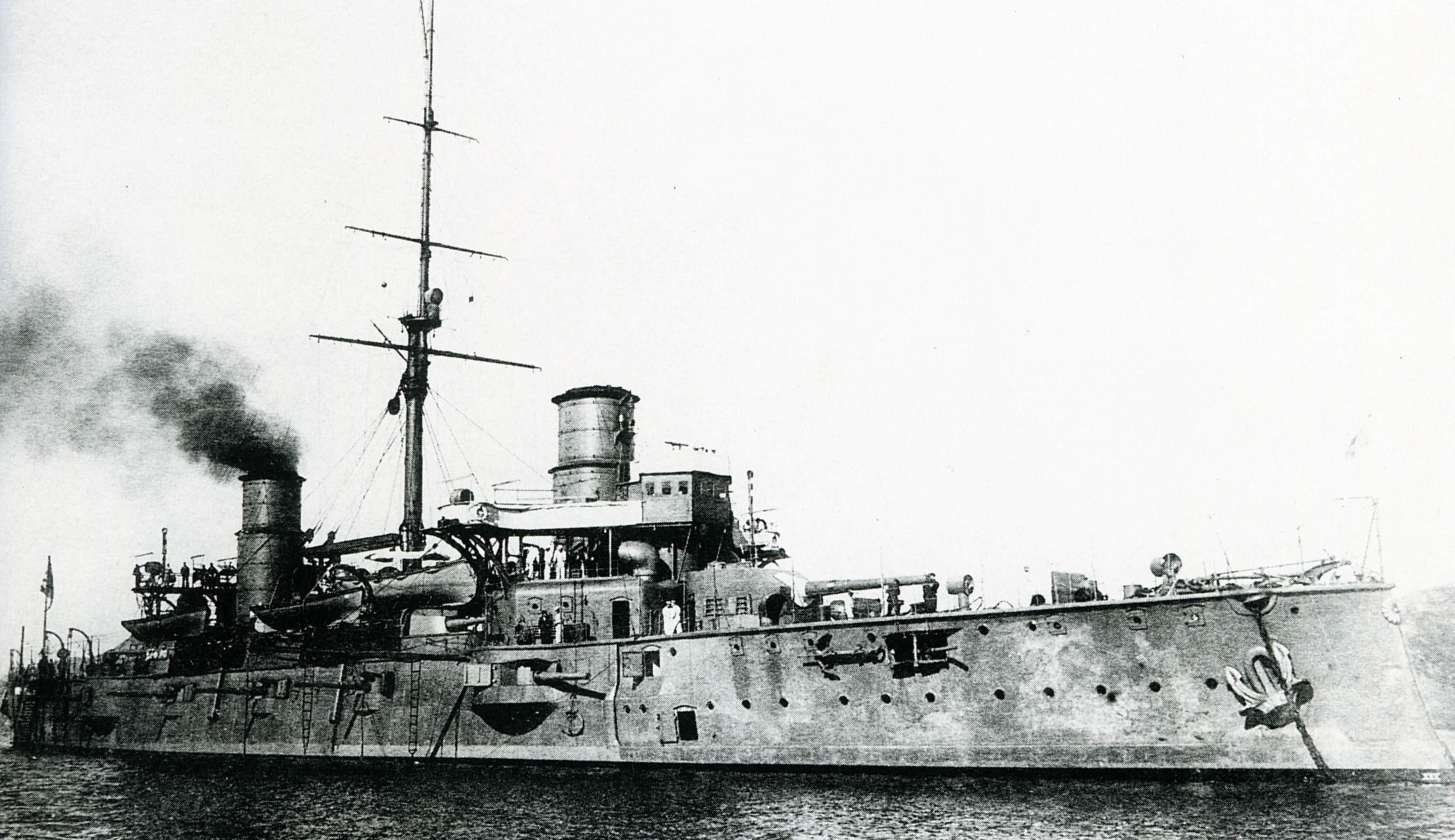
Croiseur Kasuga.

- classe Tsukuba : (classifié en croiseur de bataille malgré leur armement moyen)
  - Tsukuba (1906)
  - Ikoma (1905)
- classe Ibuki :(classifié en croiseur de bataille malgré leur armement moyen)
  - Ibuki (1907)
  - Kurama (1907)

## croiseurs de bataille
- classe Kongō : (reconverti en cuirassés rapides pendant les années 1920) Kongō en 1931

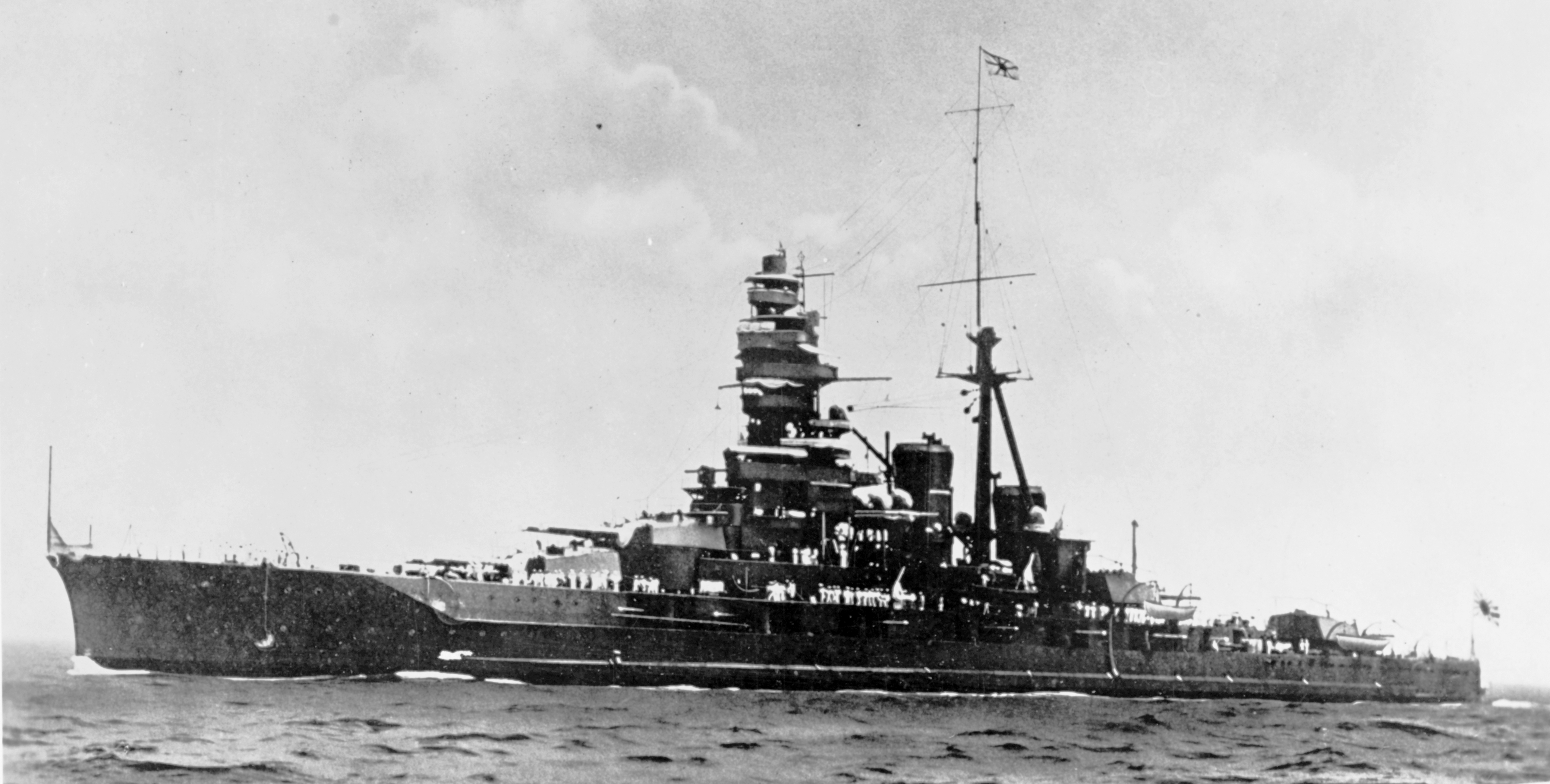
Kongō en 1931

  - Kongō (1912) - torpillé et explose en 1944
  - Hiei (1912) - coulé en 1942
  - Haruna (1913) - bombardé en 1945, BU 1946
  - Kirishima (1913) - endommagé et sabordé en 1942
- classe Amagi :
  - Amagi (détruit dans sa cale sèche par un tremblement de terre, alors qu'il devait être reconverti en porte-avions, le cuirassé Kaga, le remplacera et sera également reconverti en porte-avions)
  - Akagi (reconverti en porte-avions)
  - Atago (pas lancé)
  - Takao (pas lancé)

## Croiseurs rapides
(reclassement en canonnière)
- Classe Yodo :
  - Yodo (1907)
  - Mogami (1908)

## Croiseurs légers

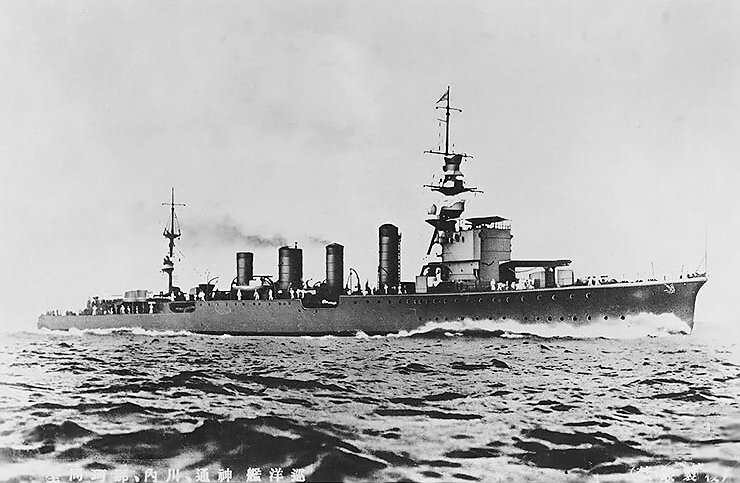
Le Sendai.

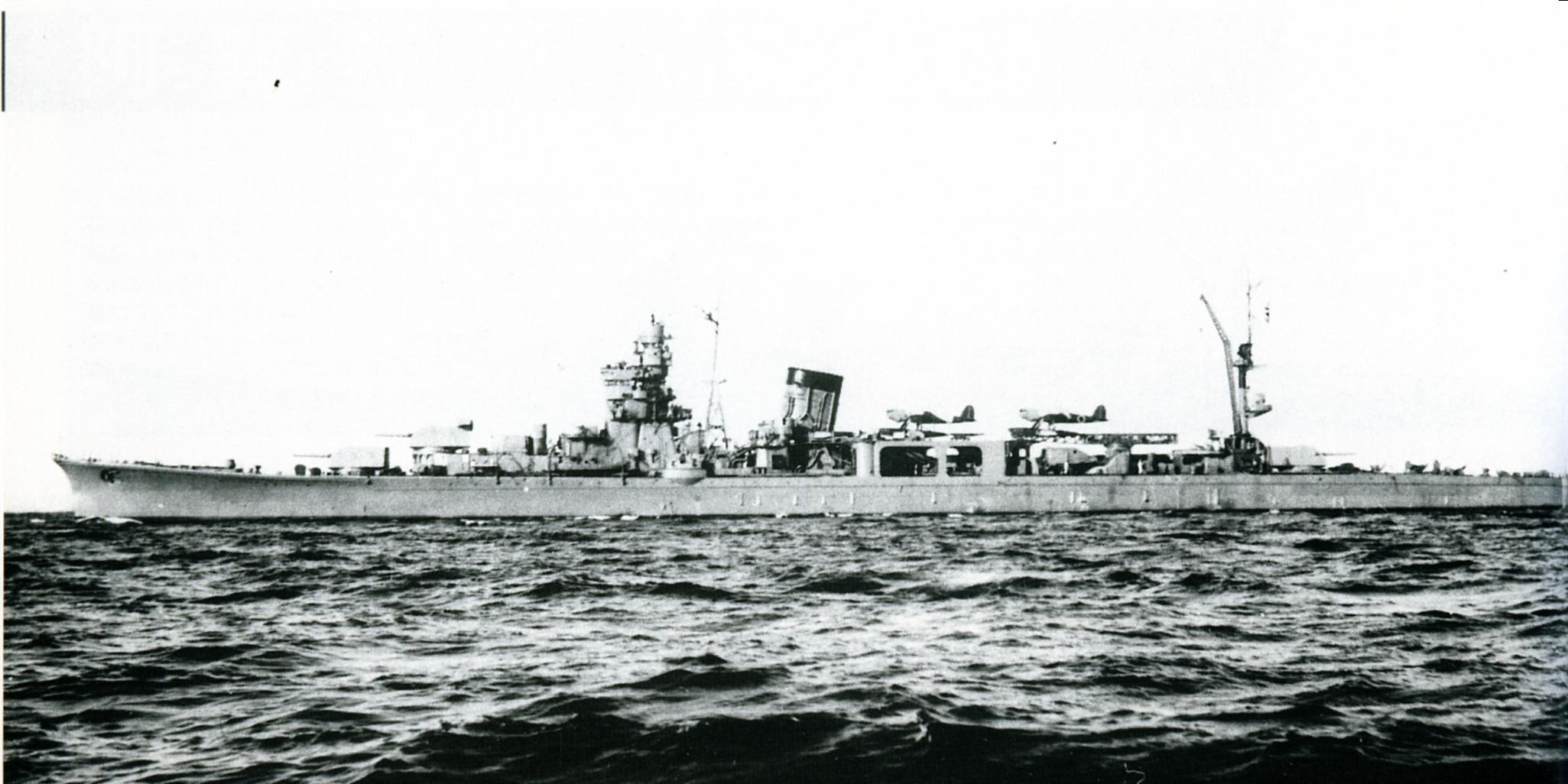
Le Yahagi de la Classe Agano.

- Classe Tenryū :
  - Tenryu (1918)
  - Tatsuta (1918)
- Classe Kuma :
  - Kuma (1919)
  - Tama (1920)
  - Kitakami (1920)
  - Oi (1920)
  - Kiso (1920)

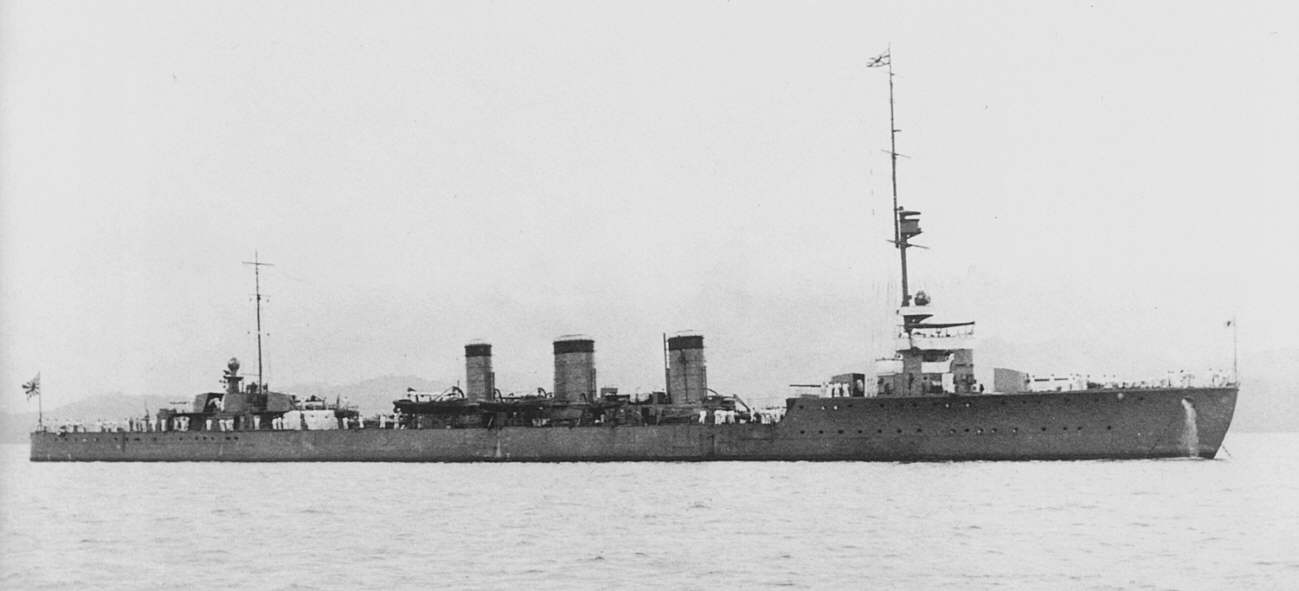
Croiseur Tatsuta.

- Y (1909, ex-allemand Augsburg, pris en 1920)

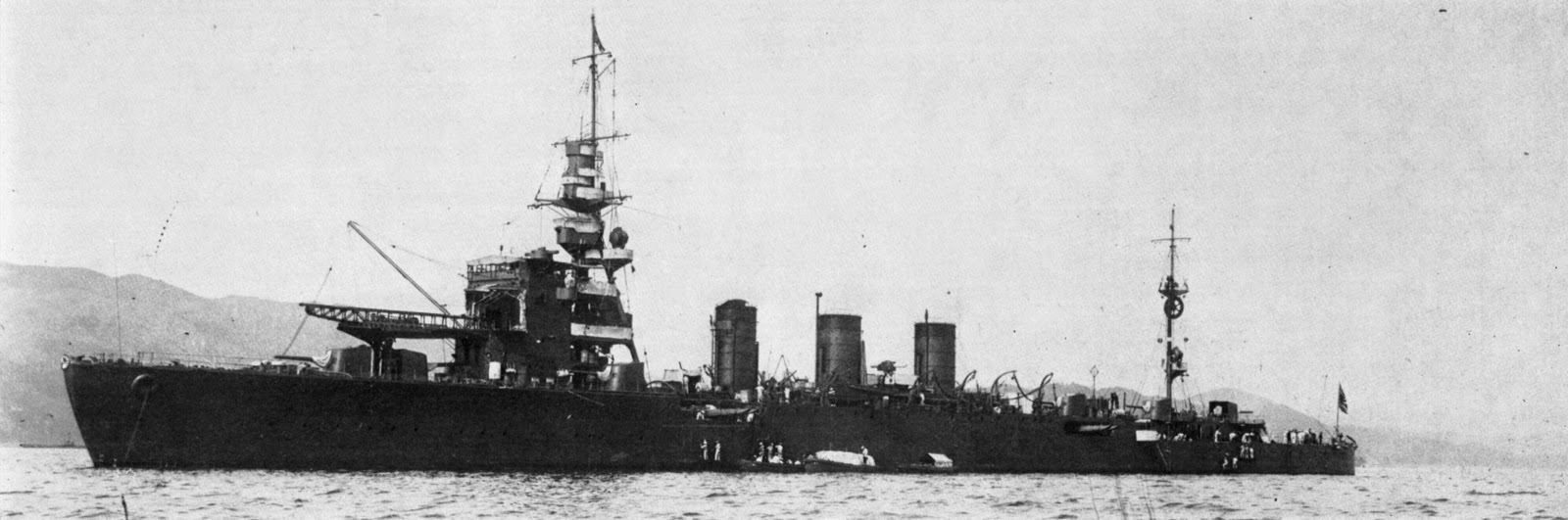
Le Kinu en 1931.

- Classe Nagara : Le Kinu en 1931.
  - Nagara (1922)
  - Isuzu (1921)
  - Yura (1922)
  - Natori (1922)
  - Kinu (1922)
  - Abukuma (1922)
- Yūbari (1923)
- Classe Sendai : Le Sendai.
  - Sendai (1923)
  - Jintsu (1923)
  - Naka (1925)
- Classe Agano : Le Yahagi de la Classe Agano.
  - Agano (1941)
  - Noshiro (1942)
  - Yahagi (1942)
  - Sakawa (1944)
- classe Ōyodo :
  - Oyodo (1942) - 1945
  - Niyodo (non complété)

Navire-école :
- Classe Katori : |Le Kashii en 1941.
  - Katori (1939)
  - Kashima (1939)
  - Kashii (1940)
  - Kashiwara (non complété)

Construction pour la Chine :
- classe Ning Hai : (1939-1944)

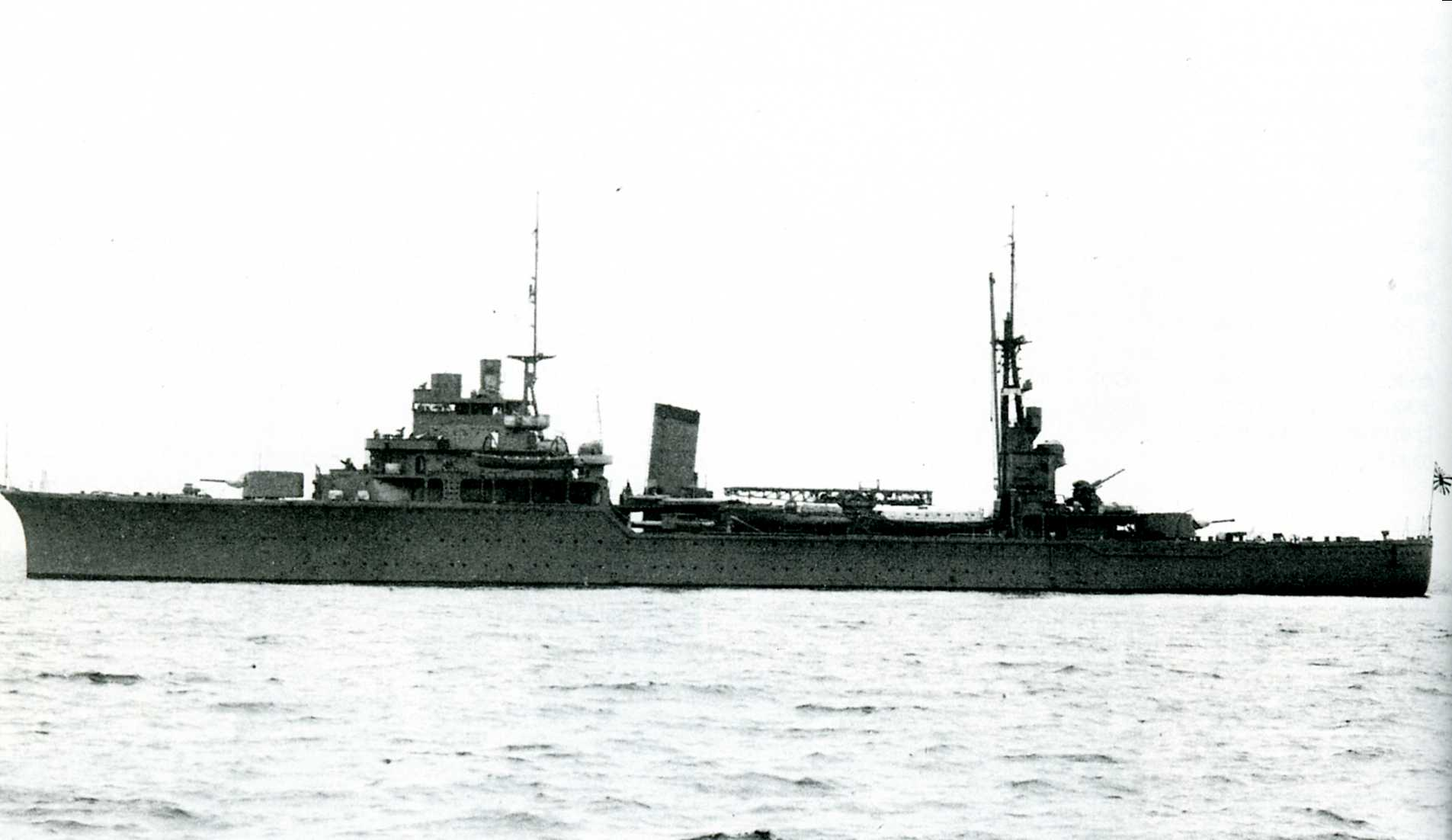
Le Kashii en 1941.

  - Ioshima (ex-Ning Hai 1931 - coulé en 1937)
  - Yasoshima (ex-Ping Hai1935  - coulé en 1937)

## Croiseurs lourds

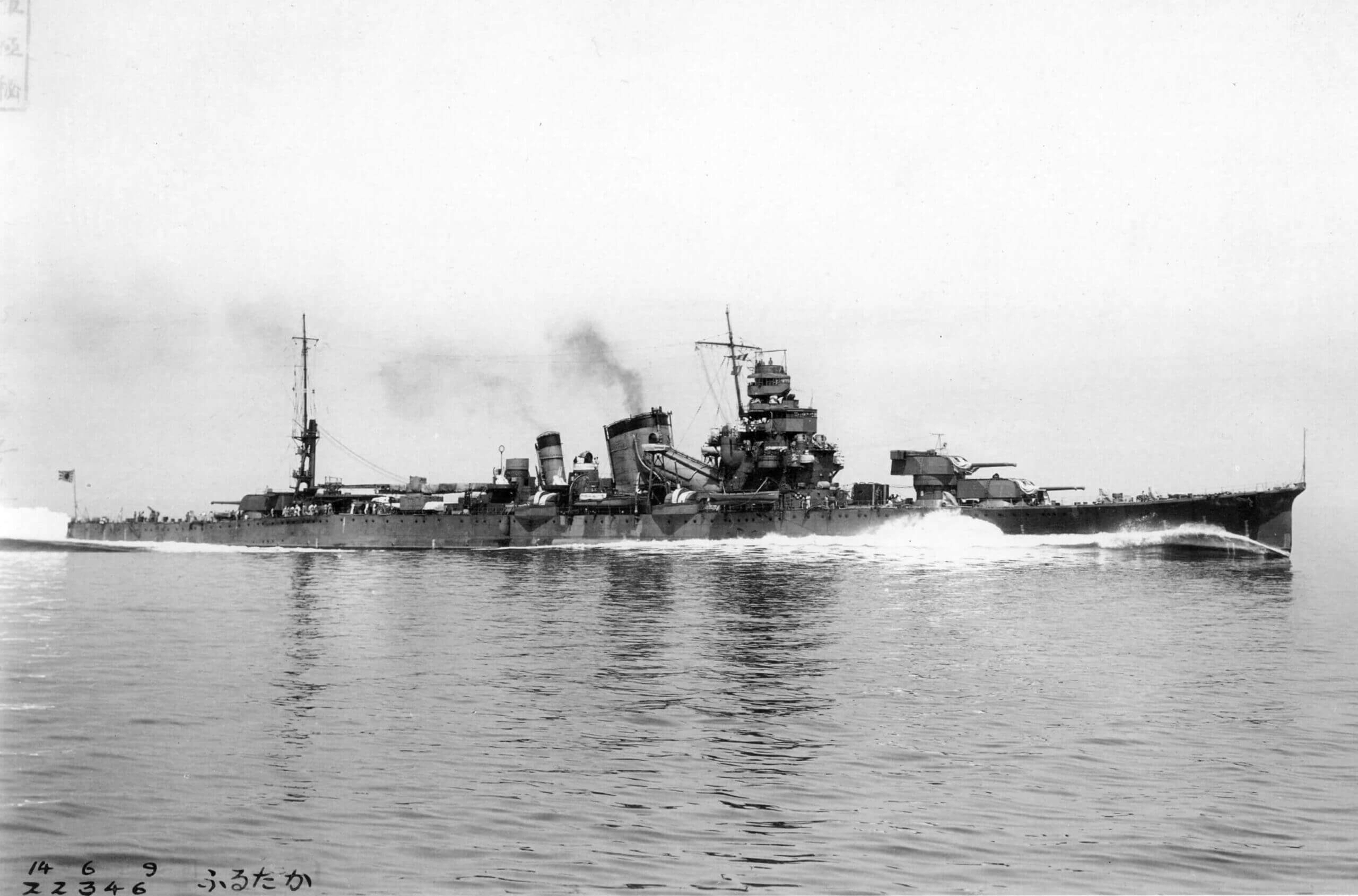
Le Furutaka en 1939.

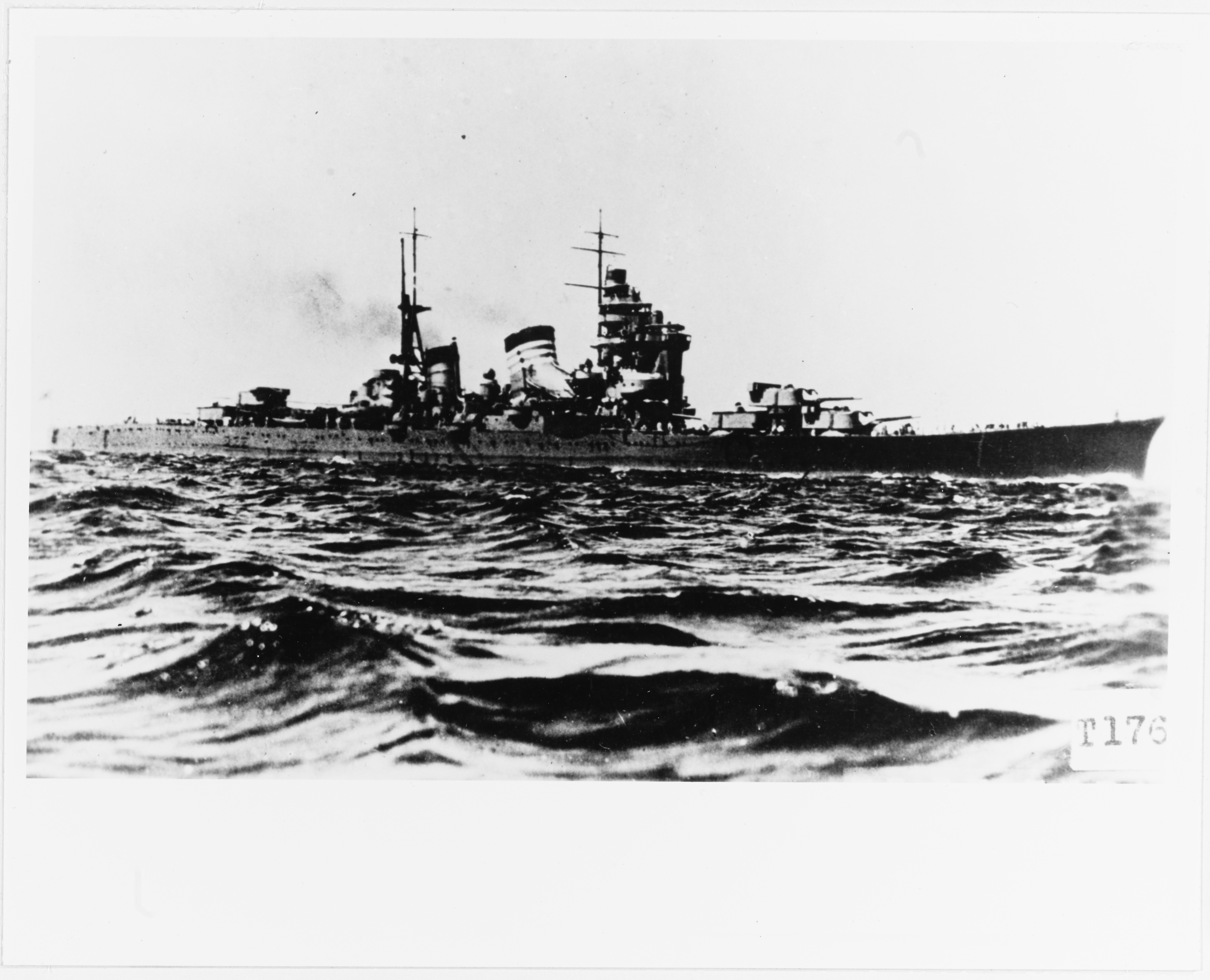
Le Haguro, de la classe Myōkō.

- Classe Furutaka : Le Furutaka en 1939.
  - Furutaka (1925) - 1942
  - Kako (1925) - 1942
- Classe Aoba :
  - Aoba (1926) - 1945
  - Kinugasa (1926) - 1942
- Classe Myōkō : Le Haguro, de la classe Myōkō.
  - Myoko (1927)
  - Nachi (1927)
  - Ashigara (1928)
  - Haguro (1928)
- Classe Takao :
  - Takao (1930)
  - Maya (1930)
  - Atago (1930)
  - Chokai (1931)
- Classe Mogami : Le Mogami.
  - Mogami (1934)
  - Mikuma (1934)
  - Suzuya (1934)
  - Kumano (1936)
- Classe Tone :  Le Tone.
  - Tone (1937)
  - Chikuma (1938)
- Classe Ibuki

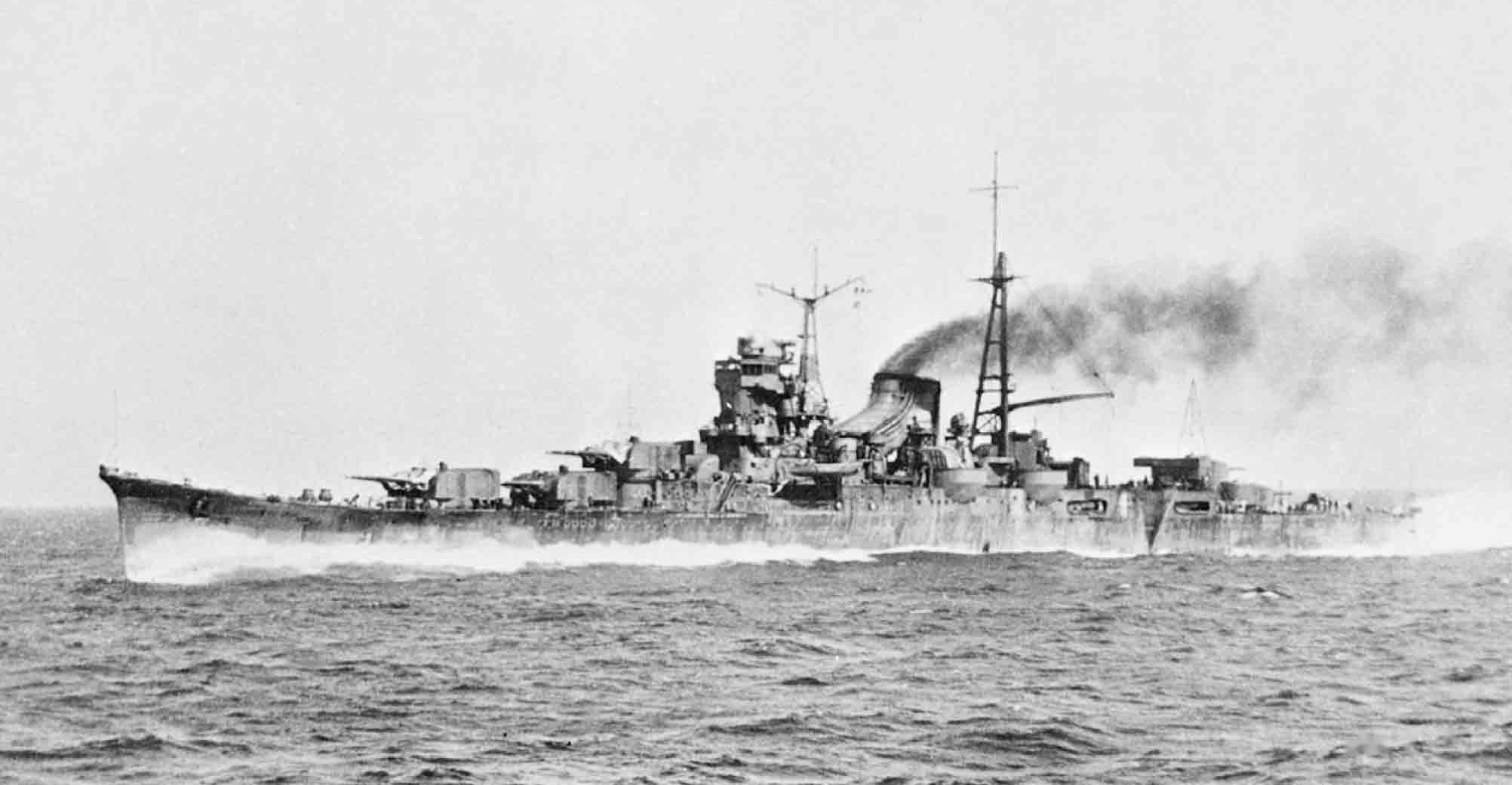
Le Mogami.

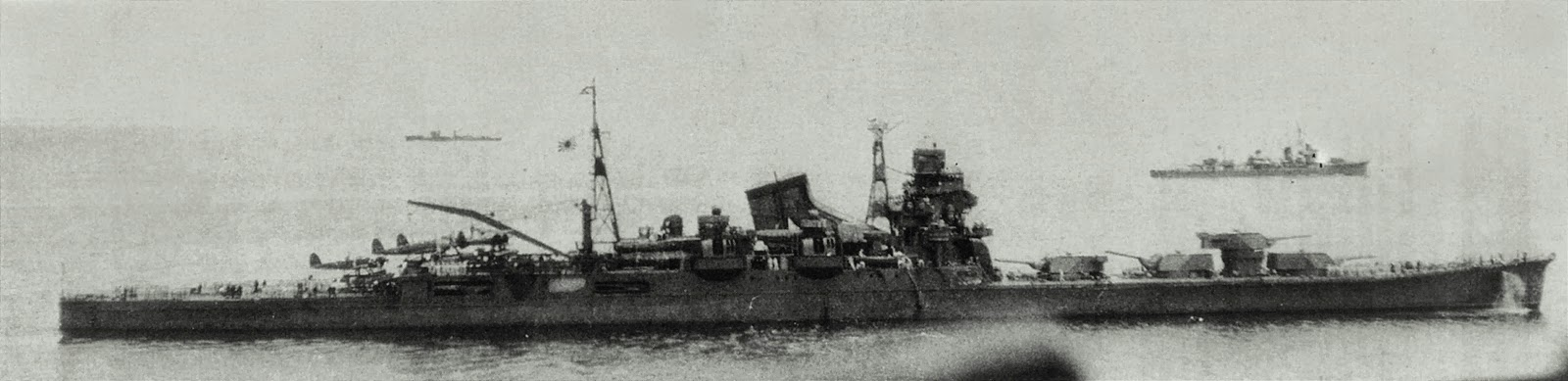
Le Tone.

  - Ibuki (lancé en 1943, converti en porte-avions)
  - (No. 301) (non lancé)